# Vlajky Rakouska-Uherska

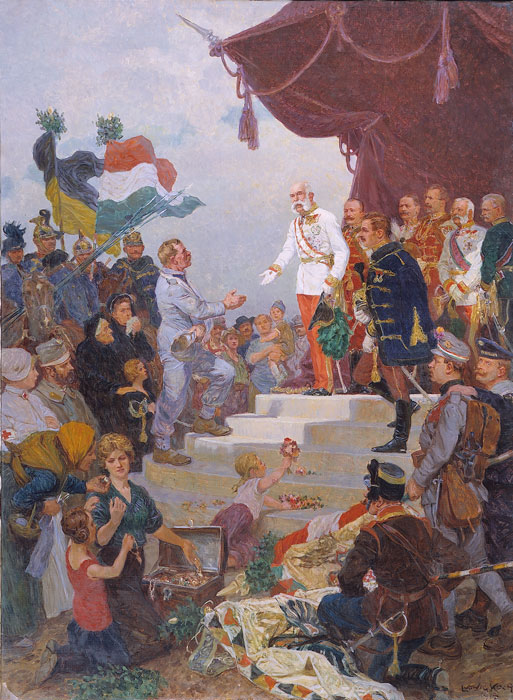
Císař František Josef I. s vlajkami obou částí monarchie

Vlajka Rakouska-Uherska nebyla nikdy oficiálně
zavedena pro spory mezi rakouskou a uherskou částí monarchie. Každá z obou částí používala vlajku svou. 
Kromě toho užívalo Rakousko-Uhersko řady dalších odvozených a služebních vlajek. Existovala tak např. kompromisní společná tzv. obchodní vlajka, reprezentující monarchii v civilním námořním provozu a v diplomatických vztazích. Dále to
byla válečná vlajka, vlajka válečného loďstva, císařská vlajka a další.

## Státní vlajky

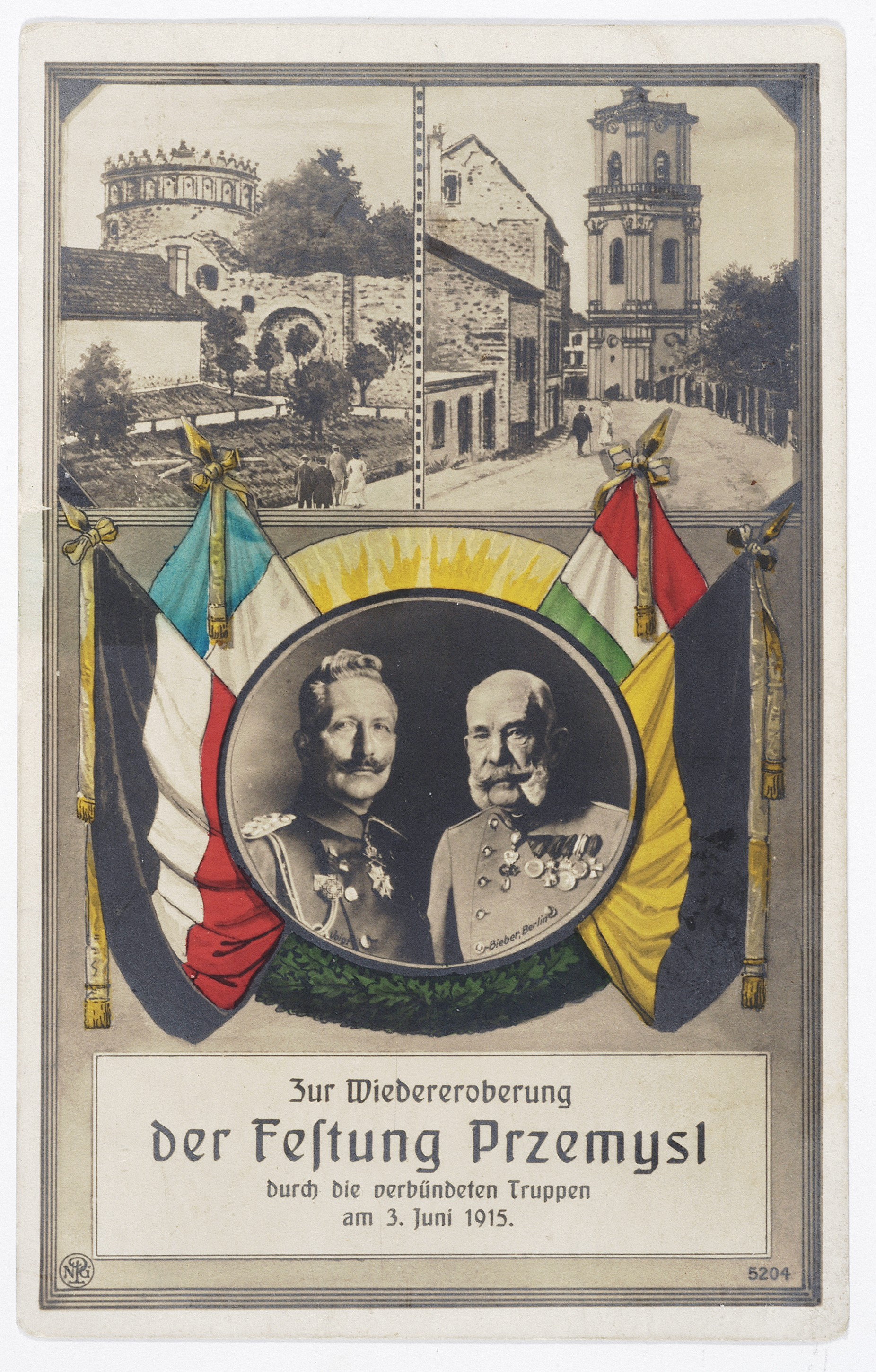
Dobová pohlednice s císaři Německa a Rakouska-Uherska

Jádrem Rakouska-Uherska byla duální monarchie, která byla reálnou unií mezi Předlitavskem, severní a západní částí bývalého rakouského císařství, a Uherským královstvím (Zalitavskem), východní a jižní části monarchie. Po reformách z roku 1867 byly rakouské a uherské státy mocensky rovnocenné. Oba státy prováděly společnou zahraniční, obrannou a finanční politiku, ale všechny ostatní vládní schopnosti byly rozděleny mezi příslušné státy. Obě části používaly vlastní státní vlajku.

rakousko-uherské státní vlajky:
Státní vlajka rakouské (předlitavské) části monarchie a také tradiční císařská vlajka poměr stran: 2:3
Státní vlajka uherské (zalitavské) části monarchie a prezentující Uhersko
Varianta státní vlajka uherské (zalitavské) části

Třetí složkou unie bylo Chorvatsko-slavonské království, autonomní oblast pod uherskou korunou, která v roce 1868 vyjednala chorvatsko-uherské vyrovnání.

státní vlajka Království chorvatsko-slavonského:
Vlajka Království chorvatsko-slavonského
Vlajka (neoficiální) častěji užívaná v Království chorvatsko-slavonském

dobová vyobrazení státních vlajek:
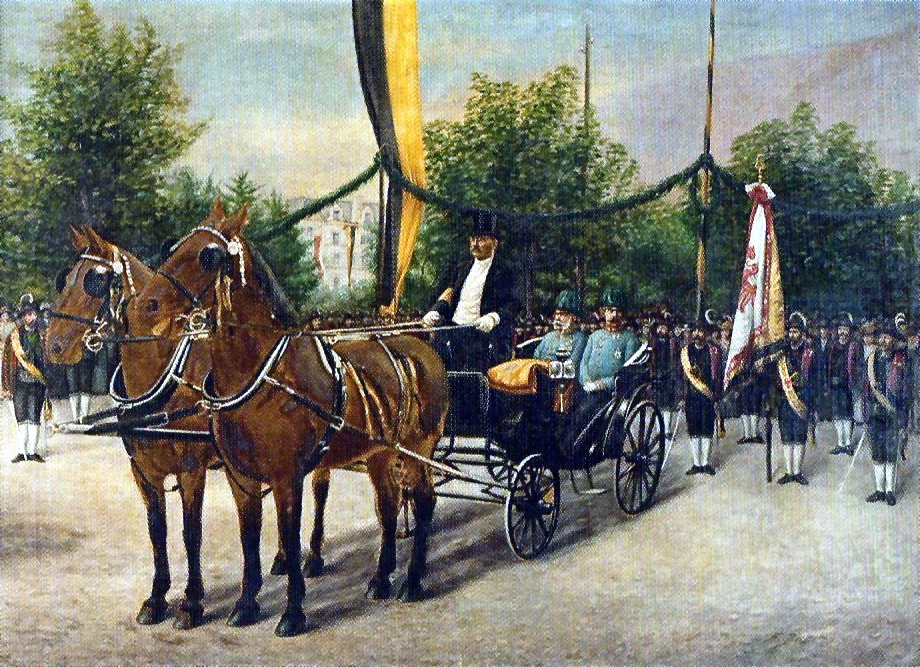
František Josef I. v italském Meranu, 1900
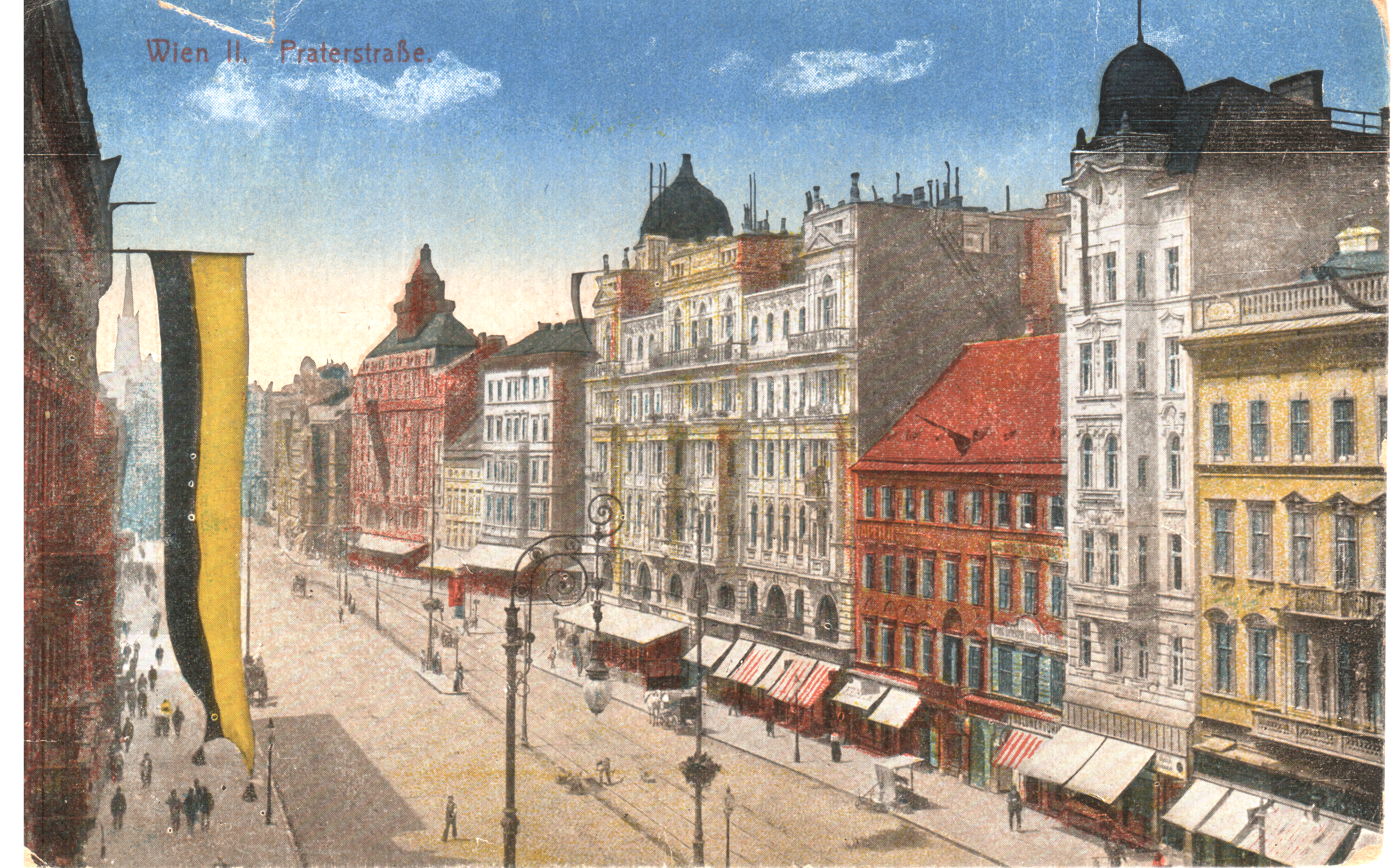
Praterstrasse ve Vídni, 1917
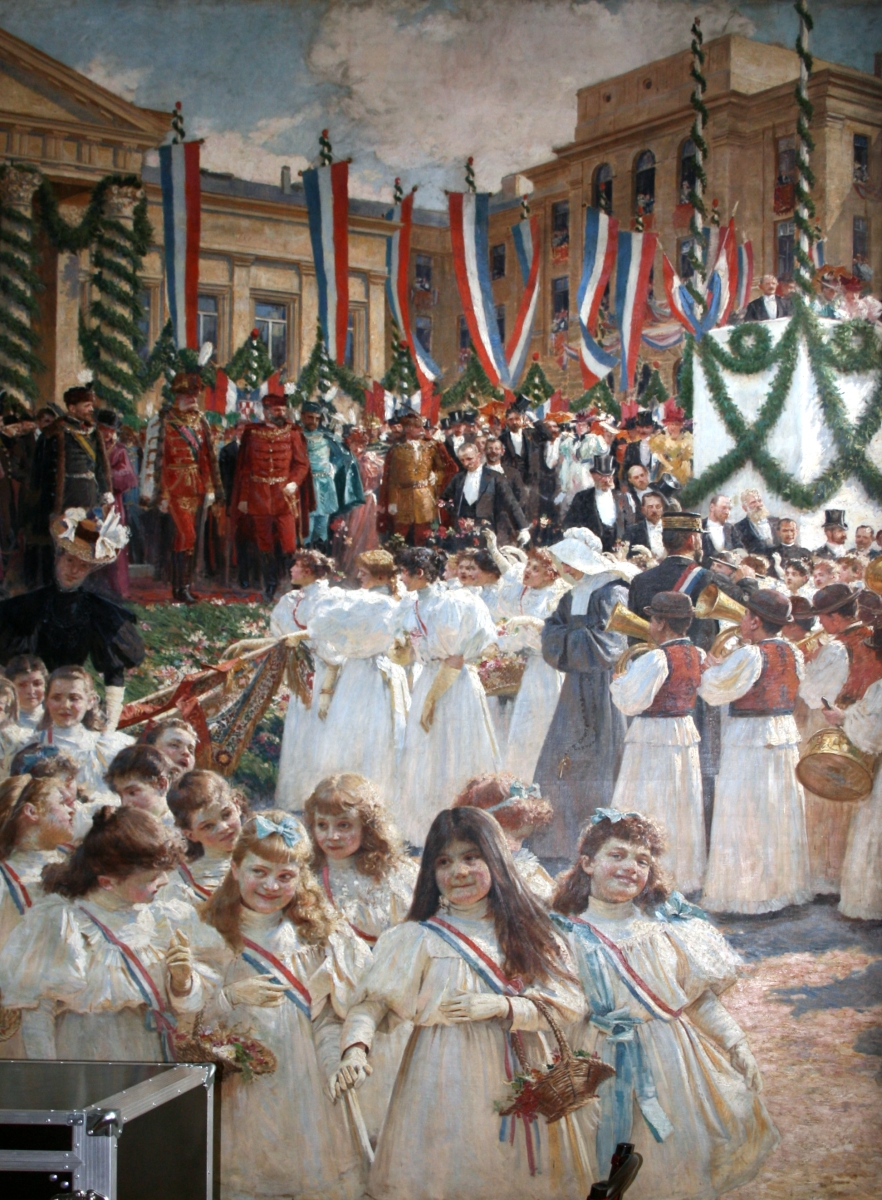
František Josef I. v chorvatském Záhřebu, 1895
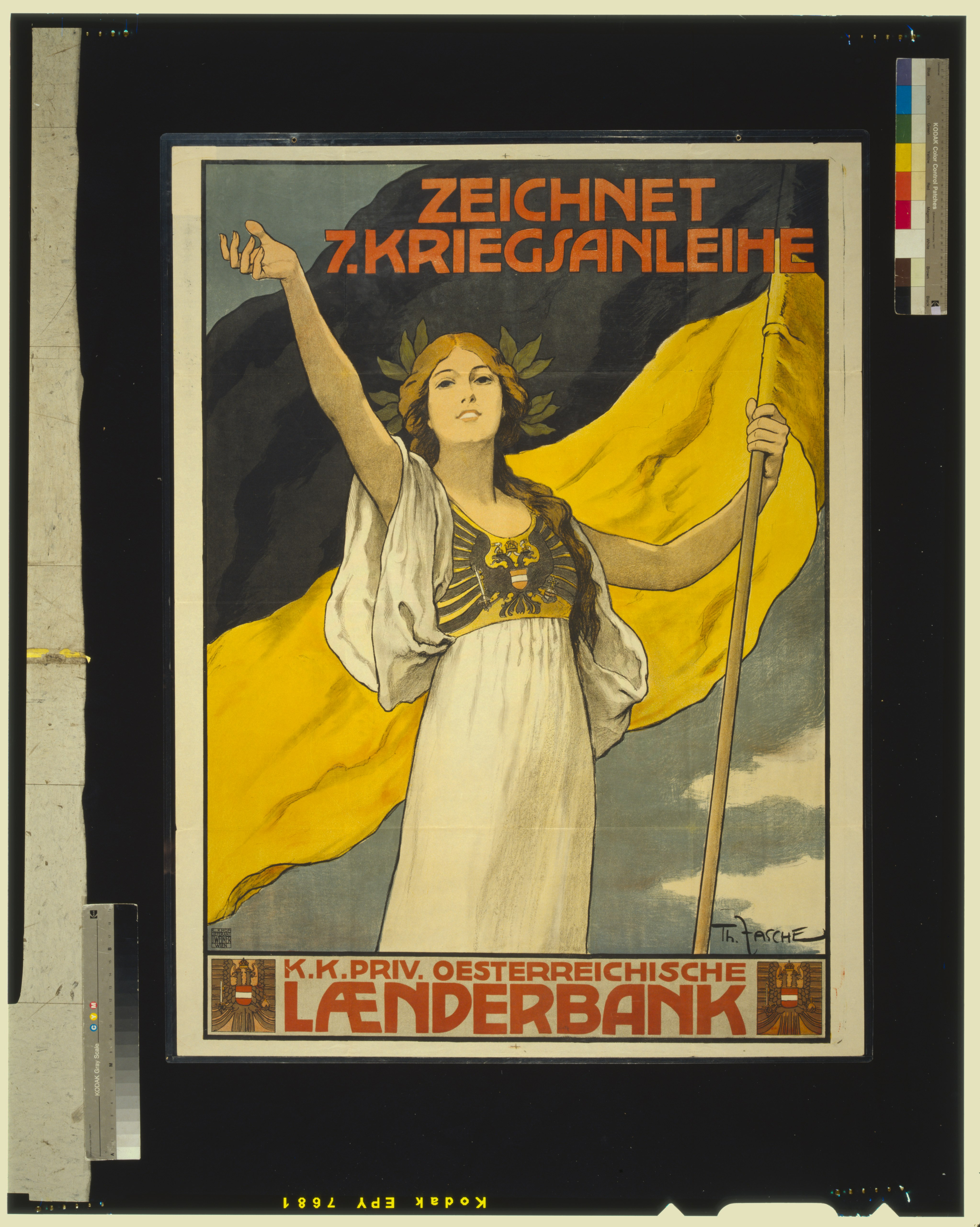
Rakousko-uherský propagandistický plakát vybízející k nákupu válečných dluhopisů
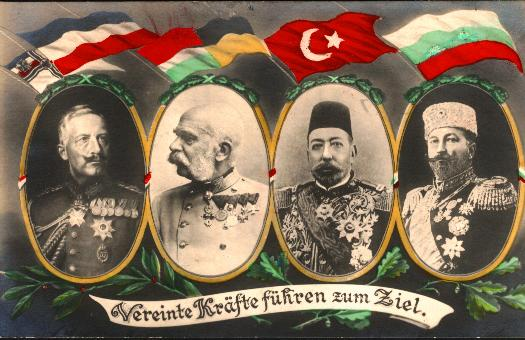
Dobová propagandistická pohlednice s vládci Ústředních mocností a nápisem „Spojené síly vedou k cíli“
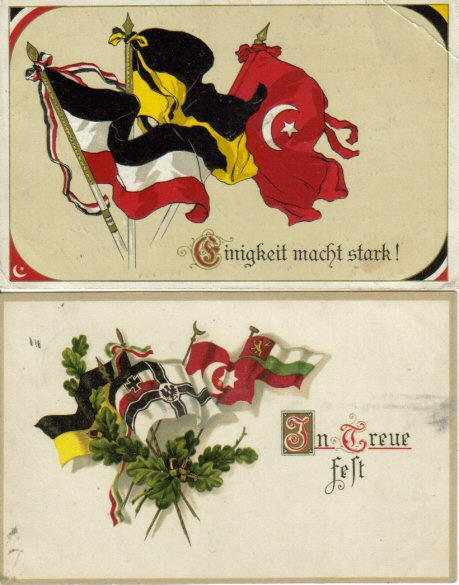
Propagandistické pohlednice prezentující Ústřední mocnosti

## Služební vlajky

rakousko-uherské služební vlajky:
Tradiční císařská vlajka (1700–1918) a také vlajka Habsburků
Vlajka rakousko-uherského obchodního loďstva (1786–1869 a de facto do roku 1918), válečná vlajka a do roku 1915 i válečného námořnictva (de iure, de facto do 1918)
Vlajka rakousko-uherského obchodního loďstva a zahraniční zastoupení (1869–1918)

rakousko-uherské císařské standarty:
Císařská standarta se středním znakem (1815–1915)
Císařská standarta s malým znakem (1815–1915)
Císařská standarta (1915–1918)
Císařská standarta arcivévody rakouského (1915–1918)

## Popis společné rakousko-uherské obchodní vlajky

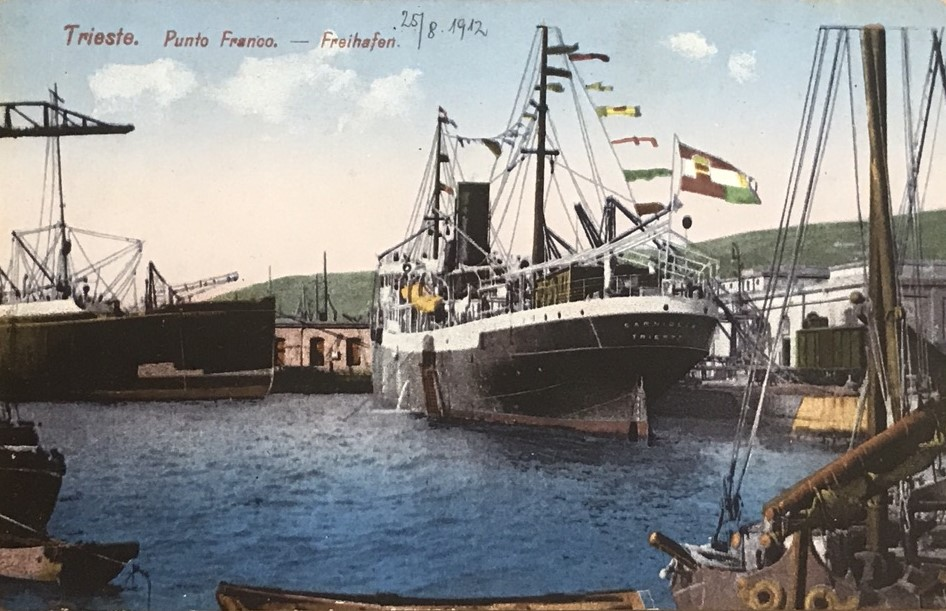
Obchodní loď SS Carniola

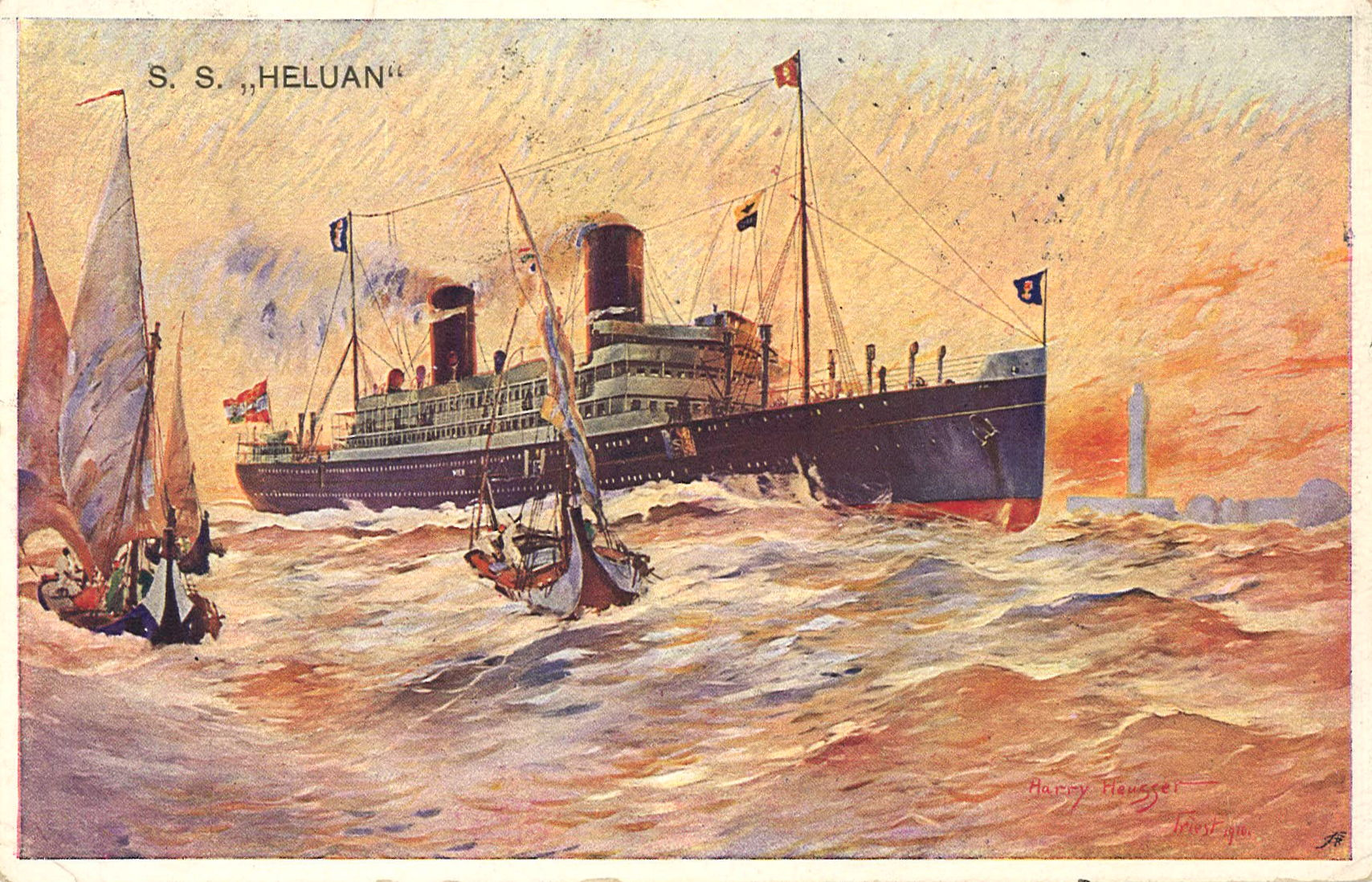
Obchodní loď SS Helouan

Vlajku tvoří tři stejně velké vodorovné pruhy, spodní pruh rozděluje vlajku na dvě poloviny. Pravá polovina se zeleným pruhem představuje uherskou část, levá polovina s červeným pruhem rakouskou část. V bílém pruhu se nacházejí znaky obou částí rakousko-uherského mocnářství. Symbolika barev obou polovin je totožná se symbolikou barev dnešního Rakouska a Maďarska.

Rakousko-uherská obchodní vlajka (1869–1918):
varianta, poměr stran: 2:3
odlišná varianta, poměr stran: 2:3